# Virus de Epstein-Barr
El virus de Epstein-Barr (abreviado VEB) es un virus de la familia de los herpesvirus (familia que también incluye el virus del herpes simple y el citomegalovirus). Es la mayor causa de la mononucleosis aguda infecciosa, síndrome común caracterizado por fiebre, garganta irritada, fatiga extrema y ganglios linfáticos inflamados. La infección por el virus de Epstein-Barr se da en todo el mundo.
El VEB infecta a la mayor parte de la gente en algún momento de sus vidas. Se estima que aproximadamente el 95% de los adultos con edades comprendidas entre los 35 y los 40 años han sido infectados. Tras la infección, se obtiene una inmunidad adaptativa a través del desarrollo de anticuerpos contra el virus, lo que suele prevenir nuevos contagios por factores externos. El virus queda latente por el resto de la vida (como episomas), pudiendo desencadenar nuevas infecciones, reactivándose intermitentemente con o sin síntomas.
Muchos niños se infectan con el virus de Epstein-Barr, aunque estas infecciones suelen ser subclínicas y no se distinguen de otras enfermedades breves de la infancia. Cuando la infección con el VEB ocurre durante la adolescencia o la juventud, causa una mononucleosis infecciosa en un 30 a 70 % de los casos.

## Historia
El virus de Epstein-Barr fue descrito en 1964 por los científicos británicos M.A. Epstein, Y. M. Barr y B. G. Achong, quienes encontraron partículas virales en células tumorales cultivadas derivadas de un cáncer linfático de Burkitt. El virus de Epstein-Barr se conoce por infectar solo dos tipos de células en el cuerpo humano: algunas células de las glándulas salivales y los glóbulos blancos o leucocitos.[cita requerida]

## Transmisión
Para su transmisión se requiere un estrecho contacto personal y se transmite a través de la saliva, en la que se mantiene activo durante varias horas. Por ello, a la mononucleosis se la conoce también como «enfermedad del beso» o «fiebre de los enamorados». Sin embargo, estos virus también se pueden propagar mediante la sangre y el semen, durante el contacto sexual, las transfusiones de sangre y los trasplantes de órganos.
El VEB puede propagarse al usar objetos, como un cepillo de dientes o un vaso para beber, que una persona infectada haya utilizado recientemente. El virus probablemente sobreviva sobre un objeto al menos mientras el objeto permanece húmedo.
El período de incubación es de 30 a 50 días. La eliminación del virus puede ocurrir durante semanas, antes de que el individuo tenga síntomas, hasta varios meses después de la infección.
En los grupos humanos en condiciones de hacinamiento, la infección se difunde de forma precoz. Son frecuentes los contagios endémicos entre jóvenes en instituciones educacionales (internados, regimientos).[cita requerida]

## Síntomas
La mayor parte de las infecciones por virus de Epstein-Barr en los niños o adolescentes son asintomáticas y se presentan como una faringitis con o sin amigdalitis. Por el contrario, en los adultos el 75 % de los casos presentan mononucleosis infecciosa. Ésta es una enfermedad autolimitada que se caracteriza por la clásica tríada de faringitis tonsilar, fiebre y linfadenopatía. La fatiga, malestar y mialgia comienzan a manifestarse 1 a 2 semanas antes de que aparezca la fiebre y el dolor de garganta. La fiebre no suele ser demasiado intensa. La linfadenopatía se observa preferentemente en los ganglios cervicales, pero otros muchos pueden estar afectados. Un tercio de los pacientes presenta edema palpebral o periorbitario. 
En un 10-40 % de los pacientes se desarrolla un sarpullido papular, generalmente en brazos y tórax, sobre todo en sujetos que han recibido ampicilina o amoxicilina. Sin embargo, este sarpullido no es predictivo de una futura alergia a las penicilinas. Muchos enfermos padecen estos síntomas durante 2 a 4 semanas, pero el malestar general y la fatiga pueden durar meses.
Es frecuente la presencia de hepatoesplenomegalia con aumento de niveles séricos de enzimas hepáticas, por lo que es prudente solicitar un perfil hepático para orientar el diagnóstico.
Las complicaciones neurológicas incluyen meningitis, encefalitis, esclerosis múltiple, aplasia medular adquirida y síndrome de Guillain-Barré. Excepcionalmente (0,1 - 0,5% de los casos)puede producirse la rotura del bazo, debido a su inflamación durante el curso de la infección. Las complicaciones hematológicas incluyen trombocitopenia (hemorragias), anemia hemolítica, neutropenia, anemia aplásica, púrpura trombótica trombocitopénica, síndrome hemolítico urémico y coagulación intravascular diseminada. Otras posibles complicaciones son orquitis, miocarditis. También se ha relacionado este virus con el Síndrome de Fatiga Crónica, ya que algunos de los afectados por dicho síndrome presentan pruebas positivas para este virus.

## Diagnóstico
El caso típico de mononucleosis infecciosa con anticuerpos heterófilos positivos es bastante fácil de diagnosticar. Además incluye linfocitosis (al menos 50%) y linfocitos atípicos (>10%). Más complicada es la situación cuando las manifestaciones clínicas son atípicas o cuando los anticuerpos heterófilos son negativos. La causa más frecuente de mononucleosis infecciosa con anticuerpos heterófilos negativos es la infección por citomegalovirus (CMV). Ambos cuadros son muy parecidos e incluso en muchas ocasiones los títulos de anticuerpos frente al CMV están también elevados en una mononucleosis por virus de Epstein-Barr. La infección por CMV suele producir menos dolor de garganta y con frecuencia solo cursa con astenia y fiebre.
La hepatitis por virus de la hepatitis A puede ir acompañada de linfocitosis atípica similar a la MI, si bien las transaminasas están mucho más elevadas. Otras infecciones que se presentan con cuadros parecidos a los de MI son la rubéola (si bien esta última con la erupción cutánea típica), la toxoplasmosis aguda y la infección por herpes virus 6.

## Tratamiento
El tratamiento de la mononucleosis infecciosa consiste en reposo, rehidratación y, en caso de ser necesarios, antitérmicos y antiinflamatorios. Debido a una posible inflamación del bazo, debe evitarse un exceso de actividad física durante el primer mes para prevenir la posibilidad de una rotura esplénica.Aunque se han usado corticoides (prednisona 40-60 mg/día durante dos o tres días con reducción de las dosis en la semana siguiente) para evitar la obstrucción de las vías respiratorias en los pacientes con hipertrofia tonsilar, estos no se recomiendan, ya que pueden originar superinfecciones.
Generalmente no se recomienda el uso de antibióticos.En el contexto de la fiebre glandular aguda, algunos antibióticos, en particular la ampicilina y la amoxicilina, pueden provocar erupciones cutáneas generalizadas graves que afectan a las extremidades.
El aciclovir no ha mostrado ningún impacto significativo sobre la mononucleosis infecciosa aunque in vitro inhibe la replicación del virus.

## Infección crónica activa por Epstein Barr (CAEBV)
La infección activa crónica por el virus de Epstein-Barr (CAEBV) es una complicación muy poco frecuente y a menudo mortal de la infección por el VEB que se presenta con mayor frecuencia en niños o adolescentes de linaje asiático o sudamericano, aunque existen casos en hispanos, europeos y africanos. La mayor parte de los casos se han descrito en Japón.Se clasifica como una de las enfermedades linfoproliferativas asociadas al virus de Epstein-Barr (es decir, EBV+ LPD).
En la CAEBV las personas son incapaces de controlar la infección por el virus. La enfermedad es progresiva, con niveles muy elevados de ADN del VEB en la sangre e infiltración de los órganos por linfocitos VEB positivos. Los pacientes suelen presentar fiebre, linfadenopatía, esplenomegalia, hepatitis por VEB o pancitopenia. Con el tiempo, estos pacientes desarrollan inmunodeficiencia progresiva y, si no reciben tratamiento, sucumben a infecciones oportunistas, hemofagocitosis, fallo multiorgánico o linfomas EBV-positivos. Los pacientes con CAEBV en Estados Unidos suelen presentar una enfermedad que afecta a las células B o T, mientras que en Asia la enfermedad suele afectar a las células T o NK. El único tratamiento eficaz para esta enfermedad es el trasplante de células madre hematopoyéticas. Los estudios actuales para encontrar la causa de esta enfermedad se centran en los defectos inmunitarios y las anomalías genéticas asociadas a la enfermedad.

## Relación con la esclerosis múltiple
En 2022 un estudio mencionó una posible relación entre la infección con virus de Epstein-Barr y el desarrollo de esclerosis múltiple en humanos. El hallazgo fue publicado en la revista Science.Puede tratarse de una inmunopatología por reacción cruzada contra antígenos virales compartidos con proteínas en las vainas de mielina.

## Relación con el carcinoma Nasofaríngeo y NFKB
El  Carcinoma Nasofaríngeo (NPC) se caracteriza por células epiteliales tumorales poco diferenciadas que residen en la parte posterior a la faringe. En este cuadro clínico se produce un microambiente complejo con gran infiltración de linfocitos, dando lugar a la aparición de un linfoepitelioma con un aparente fenotipo inflamatorio. Además en un 90% de los casos las células malignas son uniformemente positivas para el virus de Epstein-Barr(VEB), un herpes virus muy extendido en la población humana.
Estudios funcionales y genómicos recientes han implicado la activación de la vía NF-κB y la evasión inmunitaria en este tipo de carcinoma nasofaringeo asociados a EBV. En estos se muestran una activación constitutiva de las vías inflamatorias de NF-κB en un 90% de los casos que padecen  Carcinoma Nasofaríngeo (NPC) asociados al virus de Epstein-Barr, ya sea a través de alteraciones somáticas o a través de la expresión del oncogén LMP1 viral codificado por el virus. Esta señalización aberrante de NF-κB ayuda a la progresión de este tipo de cáncer asociado a EBV, descrito como una característica genómica.
En cuanto a la evasión de sistema inmune, se ha descrito que el 91,4% de los casos de carcinoma nasofaringeo positivo para EBV padece de alteraciones somáticas o sobreexpresión de varios genes virales (LMP1, BNLF2a) dirigidos a la inmunidad innata y adaptativa. Es probable que esta característica surja para contrarrestar el entorno inflamatorio debido a la infección persistente por el virus.

## Miscelánea
Recientemente en 2019 se ha encontrado este virus en un tipo de goma de mascar en la zona pantanosa del sur de Dinamarca, hecha de resina de abedul cocinada y cuya datación arrojó 5700 años de antigüedad. En ese "chicle" se encontró el virus, además de un microbioma oral en el que se hallaban bacterias de neumonía, entre otros.